# Claudio Baglioni
Claudio Baglioni, właściwie Claudio Enrico Paolo Baglioni (ur. 16 maja 1951 w Rzymie) – włoski piosenkarz i kompozytor, jeden z najwybitniejszych przedstawicieli piosenki autorskiej we włoskiej muzyce pop lat 70. XX wieku.

## Życiorys

### XX wiek

#### Lata 60.
Claudio Baglioni, jedyny syn Riccardo Baglioniego, policjanta z zawodu i Silvi Saleppico, gospodyni domowej, urodził się w rzymskiej dzielnicy Montesacro; wychowywał się w rodzinnym mieście.
W 1964 jako nastolatek zetknął się po raz pierwszy z estradą startując w lokalnym konkursie śpiewaczym, organizowanym przez Ottorino Valentiniego. Wykonywał piosenkę Paula Anki Ogni volta. W roku następnym wygrał wspomniany konkurs piosenką I tuoi anni più belli Gene Pitneya. Na otrzymanej w prezencie gitarze zaczął grać piosenki Fabrizia De André.
W 1966 dał swój pierwszy w życiu publiczny koncert w lokalnym teatrze, za który otrzymał wynagrodzenie w wysokości 1000 lirów.
W 1967 skomponował swoją pierwszą piosenkę „Annabel Lee” do poematu Edgara Allana Poego pod tym samym tytułem. Uczył się jednocześnie geodezji zamierzając studiować architekturę na uniwersytecie.
Na przełomie 1967 i 1968 roku nagrał 4 piosenki dla wytwórni Ricordi w Mediolanie, ale bez powodzenia.
W 1968 uczestniczył w kolejnym konkursie Fuori la voce, organizowanym przez Pippo Baudo oraz spotkał Antonio Coggio, producenta i pianistę, który stał się w nadchodzących latach jego głównym współpracownikiem przy realizacji nagrań.
W 1969 otrzymał swój pierwszy kontrakt płytowy z wytwórnią RCA Italiana (na 5 lat); ponieważ był wówczas jeszcze niepełnoletni, kontrakt podpisał w jego imieniu ojciec.

#### Lata 70.
W 1970 ukazał się debiutancki singiel Claudio Baglioniego Una favola blu/Signora Lia. Pierwsza z tych piosenek, Una favola blu (tekst: Giulio D’Ercole i Alberto Morina, muzyka: Piero Melfa) uczestniczyła w festiwalu Un disco per l’estate a druga, Signora Lia (autorzy: Claudio Baglioni i Carlo Scartocci), w festiwalu Festivalbar, jednakże bez powodzenia.
W tym samym roku ukazał się też debiutancki album piosenkarza, zatytułowany Claudio Baglioni, jednakże udało się go sprzedać tylko w liczbie 1000 egzemplarzy, wskutek czego został wycofany z rynku pozostając do dziś rarytasem kolekcjonerskim
W 1971 Claudio Baglioni uczestniczył w kilku festiwalach: Mostra Internazionale di Musica Leggera w Wenecji, Mostra dell’elettronica w Rzymie (gdzie spotkał swoją przyszłą żonę i współpracownicę Paolę Massari) a we wrześniu, jako gość, w Międzynarodowym Festiwalu Piosenki w Sopocie, po czym odbył 10-dniowe tournée po Polsce.
Ukazał się jego drugi album, Un cantastorie dei giorni nostri.

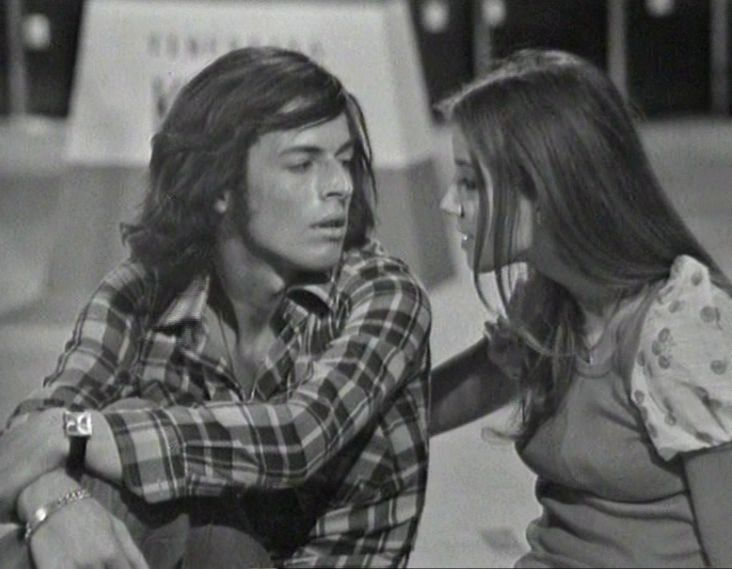
Baglioni i Paola Massari (1972)

W 1972 roku zaśpiewał 3 piosenki w filmie Fratello sole, sorella luna Franca Zeffirellego: „Fratello sole sorella luna”, „Preghiera semplice” i „Canzone di San Damiano” oraz napisał piosenki dla innych wykonawców (Mia Martini, Rita Pavone).
W tym samym roku ukazał się jego album Questo piccolo grande amore, jeden z pierwszych przykładów albumu koncepcyjnego na gruncie włoskim – piosenki zawarte na albumie były połączone w jedną całość wspólnym wątkiem narracyjnym. Album został dobrze przyjęty a singiel promujący go sprzedał się w ilości 800 000 egzemplarzy.
4 sierpnia 1973 Claudio Baglioni ożenił się z Paolą Massari (fakt ten, ze względu na fanów artysty został jednakże podany do wiadomości publicznej kilka lat później); wkrótce potem wydał swój czwarty album, Gira che ti rigira amore bello, który również okazał się sukcesem artystycznym i komercyjnym.
W 1974 roku Claudio Baglioni nagrał w Paryżu swój piąty album, E tu.... W jego realizacji wziął udział Vangelis. Album stał się kolejnym sukcesem w dorobku piosenkarza a promujący go singiel, pod tym samym tytułem, okupował przez 14 tygodni włoską listę przebojów i okazał się być najlepiej sprzedawanym singlem roku 1974; wygrał poza tym Festivalbar.
2 października 1975 Claudio Baglioni założył, razem z Mogolem, Paolo Mengolim i Giannim Morandim, Nazionale Italiana Cantanti (Narodową Reprezentację Piosenkarzy), której działalności przyświecać miały cele dobroczynne.
W latach 1975–1978 Claudio Baglioni wydał trzy kolejne albumy: Sabato pomeriggio (1975; singiel promujący go znów był singlem roku), Solo (1977) i E tu come stai? (1978), który rozpoczął współpracę piosenkarza z wytwórnią CBS; w 1980 roku album ukazał się we Francji pt. „Un peu de toi”.
Intensywnej pracy studyjnej artysty towarzyszyły trasy koncertowe w Europie, Ameryce Południowej, USA i Kanadzie. Jego albumy rozchodziły się w milionowych nakładach.

#### Lata 80.
Kolejna dekada była nie mniej pomyślna od poprzedniej; nagrany w 1981 album Strada facendo zajmował przez 16 tygodni pierwsze miejsce włoskiej listy przebojów i rozszedł się w milionowym nakładzie a Claudio Baglioni zdobył ponadto tytuły: Piosenkarza roku i Śpiewającego autora roku.
19 maja 1982 przyszedł na świat syn piosenkarza, Giovanni.
Latem tego samego roku tournée Claudio Baglioniego, zatytułowane Alè-oò, zgromadziło łącznie ponad milion uczestników na stadionach; od tej pory wszystkie jego koncerty będą miały charakter masowy. W koncercie rzymskim, na Piazza di Siena, występy piosenkarza obejrzało 120 000 widzów. Pod koniec roku ukazał się podwójny, koncertowy album dokumentujący wspomniane tournée; sprzedany został w ponad milionowym nakładzie.
W 1985 roku był pierwszym włoskim gościem specjalnym, który wystąpił poza konkursem na Festiwalu Piosenki Włoskiej w San Remo; zaśpiewał na nim piosenkę „La canzone più bella del secolo” („Piccolo grande amore”). W tym samym roku wyszedł jego kolejny album La vita è adesso. Rozszedł się w liczbie 1 200 000 egzemplarzy i przez 18 miesięcy utrzymywał się na włoskiej liście przebojów. Tournée Notte di Note, rozpoczęło się w Cagliari, a zakończyło się podwójnym koncertem w Rzymie dla 80 tysięcy osób. Był to pierwszy koncert bezpośrednio transmitowany przez RAI.
Rok 1986 to kolejne tournée Claudio Baglioniego, Assolo, w trakcie którego grał on na wszystkich instrumentach, wykorzystując nowy system – MIDI. W roku następnym ukazał się potrójny album koncertowy Assolo, dokumentujący wspomniane tournée; ukazała się też książka Assolo, non solo.
8 września 1988 Claudio Baglioni uczestniczył, jako reprezentant Włoch, w koncercie na rzecz Amnesty International w Turynie; w koncercie wzięły też udział gwiazdy światowej muzyki rozrywkowej, m.in.: Youssou N’Dour, Tracy Chapman, Sting, Peter Gabriel i Bruce Springsteen.
Sukcesom w życiu artystycznym towarzyszyły niepowodzenia w życiu prywatnym – w 1989 ogłoszona została separacja piosenkarza z żoną Paolą Massari (rozwody nie były możliwe w ówczesnym włoskim systemie prawnym).

#### Lata 90.
W 1990 roku, po 2 latach pracy, ukazał się album Oltre, na którym obok Claudio Baglioniego gościnnie wystąpiły gwiazdy zarówno włoskiej (Pino Daniele, Mia Martini, Oreste Lionello) jak i światowej (Paco de Lucía, Tony Levin, Youssou N’Dour, Didier Lockwood) sceny muzycznej. W styczniu 1992 roku rozpoczęło się we Florencji tournée Oltre Il Concerto, które trwało 4 miesiące i zgromadziło na 51 koncertach 400 tysięcy uczestników. Koncerty w ramach tournée zostały określone w rocznym podsumowaniu przeglądu Sorrisi e Canzoni jako tournée roku. 15 lipca tego samego roku ukazał się album koncertowy Assieme (Oltre il concerto). 28 września Claudio Baglioni rozpoczął ostatnią część tournée, zatytułowaną Ancorassieme, po którym wydany został album pod tym samym tytułem.
We wrześniu 1993 roku Claudio Baglioni uczestniczył w Concerto contro la mafia (Koncercie przeciwko mafii), zorganizowanym w Palermo po głośnym zabójstwie Giovanniego Falcone i Paolo Borsellino – dwóch sędziów zamordowanych przez mafię.
W 1995 ukazał się album Io sono qui określany po latach jako jeden z najbardziej dojrzałych w dorobku artystycznym Claudio Baglioniego.
27 października 1996 Claudio Baglioni uczestniczył jako ambasador honorowy FAO w World Food Day Concert. Koncert odbywa się w rzymskim Koloseum i gromadzi wielu artystów z całego świata.
W grudniu 1996 piosenkarz wystąpił w Watykanie przed papieżem Janem Pawłem II w ramach dorocznego Koncertu Bożonarodzeniowego – wykonał piosenkę Avrai a towarzyszyła mu Orkiestra Filharmoniczna z Turynu.
Kolejne lata stały pod znakiem koncertów i występów w telewizji.
W 1999 ukazał się nowy album Claudio Baglioniego, Viaggiatore sulla coda del tempo. Promocja albumu miała miejsce jednego dnia – 30 października 1999 roku w czterech miastach: Florencji, Mediolanie, Neapolu i Katanii; aby zdążyć, piosenkarz podróżował pomiędzy nimi na pokładzie prywatnego samolotu.
31 grudnia 1999 artysta uczestniczył na Placu św. Piotra w Watykanie w koncercie Notte del millennio (Noc milenijna), zorganizowanym na powitanie roku 2000 i transmitowanym bezpośrednio przez Rai 1. W obecności około 200 tysięcy widzów wykonał 6 swoich piosenek, w tym: „La vita è adesso”, „Strada Facendo”, „Ninnananna Nannaninna”, „Noi no” i „Fratello sole sorella luna”.

### XXI wiek
W 2001 Claudio Baglioni otrzymał nagrodę „Internet Winner” za największą ilość wejść na jego stronę internetową (ponad 17 milionów w ciągu roku). 8 grudnia tego samego roku wystąpił na deskach Teatro San Carlo w Neapolu, który, po raz pierwszy w swej historii, zdecydował się otworzyć swe podwoje dla artysty ze świata muzyki pop.
W 2003 prezydent Włoch, Carlo Azeglio Ciampi udekorował Claudio Baglioniego Orderem Zasługi Republiki Włoskiej (wł. :Ordine „Al merito della Repubblica Italiana”) – najwyższym włoskim odznaczeniem państwowym.
24 czerwca 2004 artysta otrzymał (stosunkiem głosów 108/110) tytuł doktora na wydziale architektury rzymskiego uniwersytetu La Sapienza. Przedmiotem rozprawy doktorskiej była restauracja architektoniczna i rewitalizacja rzymskiej gazowni miejskiej.
Rok 2005 był bogaty w publikacje, nie tylko muzyczne: podwójny album koncertowy Crescendo e cercando, potrójny DVD, dokumentujący koncerty artysty z lat 2003–2004, książka Senza musica – zbiór zapisków z 1974, na bazie których artysta podsumował całą swoją dotychczasową karierę muzyczną i wreszcie potrójny album Tutti qui – Collezione dal 1967 al 2005 który obok największych przebojów piosenkarza zawierał również utwory opublikowane po raz pierwszy, skomponowane jeszcze w okresie młodzieńczym: Tutti qui, Annabel Lee, La suggestione i Ci fosse lei. Ukazała się też książka Parole e canzoni (pod redakcją Vincenzo Mollica), zawierająca wszystkie teksty piosenek artysty.
W 2005 Claudio Baglioni skomponował też utwór Và, oficjalny hymn uroczystości otwarcia Zimowych Igrzysk Olimpijskich 2006 w Turynie. Utwór (w wersji angielskiej jako Go), został zaprezentowany 20 grudnia 2005 w turyńskim Palasport Olimpico na specjalnym koncercie, podczas którego artysta dyrygował orkiestrą symfoniczną i chórem dziecięcym; podczas koncertu zaprezentował również swoje największe przeboje.
W 2006 Claudio Baglioni wziął aktywny udział w uroczystościach otwarcia Zimowych Igrzysk Olimpijskich 2006 w Turynie – najpierw, jeszcze 8 grudnia 2005 biegł w rzymskiej części sztafety znicza olimpijskiego:z Piazza Navona do Campo de’ Fiori a potem, już 10 lutego 2006, gdy jego utwór Và był wykonywany jako hymn olimpijski w ceremonii otwarcia na Stadio Olimpico di Torino, on sam dyrygował orkiestrą.
31 marca 2006 ukazała się na rynku kompilacja Gli altri tutti qui, zawierająca hymn olimpijski oraz 3 wcześniej niepublikowane nagrania (m.in. piosenkę Se la ragazza che avevi z 1967). 13 września 2006 Claudio Baglioni dał koncert w Parlamencie Europejskim w Brukseli aby zwrócić uwagę polityków i opinii publicznej na problemy nielegalnej imigracji do Europy.
20 października tego samego roku ukazał się album Quelli degli altri tutti qui, na którym Claudio Baglioni zaproponował orkiestrowe wersje przebojów lat 60.
Cały rok 2007 przebiegał pod znakiem licznych koncertów piosenkarza.
W listopadzie i grudniu 2008 Claudio Baglioni odbył wielkie tournée, zatytułowane QPGA (Questo piccolo grande amore), w którym, nawiązując do swojego albumu z 1972 pod tym tytułem, przedstawia nowe wersje swych przebojów z tamtego okresu. Rezultatem tournée była dokumentująca go płyta CD, film Questo piccolo grande amore, a także książka pod tytułem QPGA – pierwsza powieść napisana przez Claudio Baglioniego.

## Dyskografia

### Albumy
- 1970 – Claudio Baglioni
- 1971 – Un cantastorie dei giorni nostri
- 1972 – Questo piccolo grande amore
- 1973 – Gira che ti rigira amore bello
- 1974 – E tu...
- 1975 – Sabato pomeriggio
- 1977 – Solo
- 1978 – E tu come stai?
- 1981 – Strada facendo
- 1982 – Alè-oò (live)
- 1985 – La vita è adesso
- 1986 – Assolo (unplugged live + nagrania studyjne)
- 1990 – Oltre
- 1992 – Assieme (live)
- 1992 – Ancorassieme (live)
- 1992 – Anteprima Tour '91 (mini CD, promo)
- 1995 – Io sono qui
- 1996 – Attori e spettatori (live)
- 1997 – Anime in gioco (zapis transmisji Anima mia)
- 1998 – A-Live (kompilacja)
- 1998 – Noi No (Noi, Mai Più) (mini CD, wydawnictwo tylko dla fan clubu CLAB)
- 1998 – Claudio Baglioni Special (8xCD)
- 1998 – Da me a te
- 1999 – Viaggiatore sulla coda del tempo
- 2000 – Acustico. 13.8-22.9.2000 Sogno Di Una Notte Di Note (live)
- 2001 – InCanto tra pianoforte e voce
- 2003 – Sono io, l'uomo della storia accanto
- 2005 – Crescendo e cercando (live)
- 2005 – Tutti qui – Collezione dal 1967 al 2005 (kompilacja)
- 2006 – Gli altri tutti qui – Seconda collezione dal 1967 al 2006 (kompilacja)
- 2006 – Quelli degli altri tutti qui
- 2007 – Buon viaggio della vita (live)
- 2010 – Per Il Mondo World Tour 2010 (2xCD, Album)
- 2011 – Strada facendo – 30° Anniversario
- 2011 – Anime in gioco
- 2012 – Un piccolo Natale in più (+ libro)
- 2013 – Con voi
- 2015 – Incanto tra pianoforte e voce (DVD-Audio, DVD-Video, Album, Deluxe Edition, Special Edition)
- 2016 – Strada facendo (LP, Album)
- 2016 – Capitani Coraggiosi , Il Live Deluxe Edition (Claudio Baglioni, Gianni Morandi, 3xCD)

### Single
- 1970 – „Una favola blu”/„Signora Lia”
- 1970 – „Notte di Natale”/„Isolina”
- 1971 – „Io, una ragazza e la gente”/„...E ci sei tu”
- 1972 – „Fratello sole sorella luna”/„Preghiera semplice”/„Canzone di San Damiano”
- 1972 – „Questo piccolo grande amore”/„Caro padrone”
- 1972 – „Questo piccolo grande amore”/„Porta Portese”
- 1973 – „Amore bello”/„W l'Inghilterra”
- 1974 – „E tu...”/„Chissà se mi pensi”
- 1975 – „Sabato pomeriggio”/„Poster”
- 1977 – „Solo”/„Quante volte”
- 1978 – „E tu come stai?”/„Con te”
- 1982 – „Avrai/ (Una casa nuova)”/„Avrai” (versione strumentale)
- 1991 – „Dagli il via” (radio edit)/„Mille giorni di te e di me”/„Noi no”
- 1991 – „Vivi”/„Dov'è dov'è”/„Navigando”